# 金匱之盟
金匱之盟，俗作金櫃之盟，指史料所载宋朝杜太后（趙匡胤、趙炅、趙廷美的生母）臨終時召趙普入宮記錄遺言，命太祖趙匡胤传位于弟趙光義。這份遺書藏於金匱之中，因此名為「金匱之盟」。

## 争议
赵普的「金匱之盟」這個說詞，解决了宋太宗取得帝位的合法性问题，宋太宗很是感激，召见赵普说：「人谁无过，朕不待五十，已尽知四十九年非矣。」封赵普为梁国公。太平興國四年（979年），宋太宗逼宋太祖之子赵德昭自刎身亡，太平興國六年（981年），太祖次子趙德芳離奇病死，後宋太祖的另一個弟弟趙光美，亦遭流放而死。
宋太宗得位不正，在當時已被許多士大夫猜疑，乃至有燭影斧聲之說。「金匱之盟」在宋太祖時代，人所未聞，恰好可幫助宋太宗獲得即帝位的合法性，時至今日，後代學者大多考証，「金匱之盟」為宋太宗命趙普助其偽造，以鞏固其統治合法性。且杜太后去世之時，趙匡胤之子趙德昭已十餘歲，富於春秋，隨即成年，根本不會出現「後周世宗遺下七歲的後周恭帝」之局。1940年代鄧廣銘、張蔭麟等論証金匱之盟為虛構，影響至今，成為最普遍的說法。但近年也有學者質疑虛構說，如施秀娥、王育濟、何冠環。
王立群认为，杜太后不可能知道宋太祖什么时候死，也不可能知道宋太祖死时其儿子有多大，因此不可能预知幼子登基。如果真有金匱之盟，赵普应在宋太宗登基时拿出，而不是多年以后，因此金匱之盟实為虛構。由于卢多逊迫害趙普本人及其妹夫、儿子，加上太祖生前打壓趙普，因此当年反对宋太宗即位的趙普在决定重新任丞相后报复卢多逊，而此时宋太宗的权力不稳，趙普以制造金匱之盟作为条件，支持宋太宗，换取宋太宗支持他报复卢多逊。